# When My Baby Smiles at Me
When My Baby Smiles at Me ist ein US-amerikanisches Filmmusical aus dem Jahre 1948 von Walter Lang mit Betty Grable und Dan Dailey in den Hauptrollen. Die Geschichte basiert auf dem Broadway-Musical Burlesque (1927) von George Manker Watters und Arthur Hopkins und war bereits die dritte Verfilmung dieser Vorlage nach Artisten (The Dance of Life) von 1929 und Swing High, Swing Low von 1937.

## Handlung
In Kansas City während der 1920er Jahre. „Skid“ Johnson hat schon bessere Tage gesehen. Der Unterhaltungskünstler ist alkoholkrank und hält Termine nicht oder nur verspätet ein. Bereits zum dritten Mal in nur einer Woche kommt er zu spät ins Theater. Seine Frau und Bühnenpartnerin Bonny Kane ist, als sie mal wieder seine Alkoholfahne riecht, sehr genervt von seiner Disziplinlosigkeit und wirft Skid mangelnden Ehrgeiz vor. Während Skid auf der Bühne steht, nimmt Bonny sich beider Kollegin, die Sängerin Sylvia Marco, vor, da diese offensichtlich ein Auge auf ihren leicht verführbaren Gatten geworfen hat. Später erhält Skid ein Telegramm, wo ihm 500 Dollar Wochengage angeboten wird, sollte er in der neuen Show auftreten, die Produzent Sam Harris in New York plant. Nachdem es wegen Sylvia zu einem Streit zwischen Bonny und Skid gekommen ist, erklärt dieser Harris, dass er dem Angebot nicht Folge leisten werde. Eines Tages steht Rinderzüchter Harvey Howell aus Nevada, ein Fan Bonnys, in ihrer Garderobe. Er himmelt sie geradezu an. Obwohl sie sich geschmeichelt fühlt, macht Bonny dem reichen Bewunderer vom Lande klar, dass sie eine verheiratete Frau und somit nicht frei sei.
Mit Hilfe von Lefty Moore, dem Manager der Truppe, überzeugt Bonny Skid, Harris’ Angebot doch noch anzunehmen und verspricht, nach der anstehenden Tournee dieser Spielzeit nachzukommen. Skids Auftritt wird ein voller Erfolg, und er überredet Harris, ihm zu erlauben, in dieser Show eine neue Idee einzubringen. Er möchte unbedingt Bonny zu seiner Partnerin haben, aber Harris will Sylvia für die Rolle. Nachdem sie in den Klatschblättern über Skid und Sylvia gelesen hat, überredet Bonny Lefty, sie für ein paar Tage nach New York ziehen zu lassen, um dort nach dem Rechten zu sehen. Die Begrüßung mit ihrem Gatten fällt zwar herzlich aus, aber als Bonny in seinem Bett versteckte Schnapsflaschen entdeckt, sinkt ihre Freude auf den Nullpunkt. Als sie ihn bezüglich Sylvia befragt, gibt er zu, dass er ein paar Mal mit ihr ausging, aber auch, dass dies keine Bedeutung habe. Bonny macht Skid klar, dass sie sich auf keine halben Sachen einlassen werde, woraufhin Skid Bonny verspricht, Harris zu bitten, Sylvia zu feuern und stattdessen Bonny für deren Rolle zu verpflichten.
Bonny muss wieder zu ihrer Truppe zurück, mit der sie gerade auf Tournee ist, und Skid vergisst derweil all seine guten Vorsätze: Weder fragt er Harris bezüglich Bonny noch hört er mit dem Trinken auf. Zutiefst enttäuscht muss Bonny bald darauf erneut einen Bericht über Bonny und Sylvia in der Zeitung lesen. Bonny hat die Nase voll von ihrem charakterschwachen Gatten und reicht daraufhin die Scheidung ein. Rinderfarmer Harvey liest in Variety über die bevorstehende Scheidung und lädt Bonny zu sich nach Nevada ein, da man in der dortigen Stadt Reno eine Express-Scheidung bekommen könne. Er hofft, demnächst bei Bonny Skids Nachfolge antreten zu können. Nach beider Trennung erhält Bonny im Waldorf Astoria New York Besuch von Gussie Evans, einer ehemaligen Kollegin. Bonny befindet sich inmitten der Vorbereitungen für die Heirat mit Harvey, da treten auch Gussies Ehemann Bozo und Skid ein. Der tut so, als würde er sich über Bonnys neues Glück aufrichtig freuen. Als beide ein Gläschen trinken und der “guten, alten Zeiten” wegen eine alte, gemeinsame Shownummer aufführen, schießen den beiden die Tränen in die Augen.
Als Harvey hinzukommt, ist Skid bereits sturzbetrunken und führt in einer Mischung aus Suff und Verzweiflung eine Scheinhochzeitszeremonie auf. Dann bricht er weinend zusammen, bis Bonny ihn auffordert, sofort mit dem Affentheater aufzuhören. Als Lefty später erfährt, dass Skid ins Bellevue-Krankenhaus eingeliefert wurde, bietet er Skid eine Rolle in einer neuen Show an, die in drei Wochen eröffnet wird. Gestärkt durch Leftys Vertrauen in ihn, nimmt Skid das Angebot an, aber er erscheint mal wieder am Tag der Eröffnung nicht zur Probe. Bonny, die von Lefty telegrafisch unterrichtet wurde, kommt sofort und bietet ihre Hilfe an. Skid taucht dann betrunken und mit wackeligen Beinen auf. Beide versuchen, ihn schnellstmöglich nüchtern zu bekommen. Skid ist völlig fertig. Da er nicht auftrittsfähig ist, bitte Lefty Bonny, allein aufzutreten. Doch Bonny geleitet Skid auf die Bühne, um mit ihm beider Erfolgsnummer aufzuführen, die sie beide in der Vergangenheit so sehr berührt hatte. Als sie ihm erzählt, dass sie niemanden heiraten könne, den sie nicht liebt und dass sie jetzt wieder mit ihm zusammen sein wolle, wird Skid schlagartig nüchtern und bringt mit seiner Ex-Frau die Nummer zu Ende. Hinter der Bühne weinen Skid und Bonny und küssen sich.

## Produktionsnotizen
Die Dreharbeiten zu When My Baby Smiles at Me begannen am 22. März 1948 und endeten Anfang Juni desselben Jahres. Der Film wurde am 5. November 1948 in San Francisco uraufgeführt. Eine deutsche Kinopremiere gab es nicht.
Die Filmbauten schufen Lyle R. Wheeler, Leland Fuller und Joseph C. Wright. Thomas Little und Ernest Lansing kümmerten sich um die Ausstattung. René Hubert entwarf die Kostüme, Charles Le Maire war für die allgemeine Garderobe zuständig.
Dan Dailey erhielt eine Nominierung für den Oscar in der Kategorie Bester Hauptdarsteller, verlor jedoch gegen Laurence Olivier (Hamlet). Eine weitere Oscar-Nominierung ging an Alfred Newman.
Mit 3,4 Millionen Dollar Einspielergebnis stand When My Baby Smiles at Me in den Vereinigten Staaten auf Platz 16 der erfolgreichsten Filme des Jahres 1948.

## Musiktitel
Neben dem Hochzeitsmarsch aus Richard Wagners Lohengrin sind folgende Musik- bzw. Gesangstitel zu hören:
- "By the Way", "What Did I Do?", "The Belles of Gay Paree", "Shine Yo' Shoes" und "The Belles of Gay Madrid". Musik von Josef Myrow, Text von Mack Gordon
- "When My Baby Smiles at Me". Musik von Bill Munro, Text von Andrew B. Sterling und Ted Lewis
- "Oh! Frenchy". Musik von Con Conrad, Text von Sam Ehrlich
- "Bye Bye Blackbird" und "Bam Bam Bamy Shore". Musik von Ray Henderson, Text von Mort Dixon
- "Oui, Oui, Marie". Musik von Fred Fisher, Text von Alfred Bryan und Joseph McCarthy
- "Don't Bring Lulu". Musik von Ray Henderson, Text von Billy Rose und Lew Brown
- "Ain't We Got Fun?". Musik und Text von Richard A. Whiting, Gus Kahn und Raymond B. Egan
- "The Birth of the Blues". Musik von Ray Henderson, Text von Buddy DeSylva und Lew Brown
- "Sweet Georgia Brown". Musik und Text von Ben Bernie, Maceo Pinkard und Kenneth Casey
- "The Daughter of Rosie O'Grady". Musik von Walter Donaldson, Text von Monte C. Brice
- "Say Si, Si". Musik von Ernesto Lecuona, englischer Text von Al Stillman, spanischer Text von Francia Luban
- "And He'd Say Oo-La La!".Musik und Text von Harry Ruby und George Jessel
- "Oh! My Love". Musik von James V. Monaco, Text von Joseph McCarthy
- "How Ya Gonna Keep 'Em Down on the Farm?". Musik von Walter Donaldson, Text von Sam M. Lewis und Joe Young.

## Kritiken
Der kommerzielle Erfolg des Films stand im deutlichen Gegensatz zu den ziemlich verhaltenden Kritiken, die When My Baby Smiles at Me erfuhr.
Bosley Crowther schrieb in der New York Times: „Wenn sich die strikte Einhaltung der Formel auf der Leinwand immer noch auszahlt, dann sollte der erfolgreichste Film des Jahres "When My Baby Smiles at Me" sein. Denn dieses neue Twentieth Century-Fox Musical … ist so sklavisch nach Schema F gehalten, dass es keine einzige Überraschung vorweisen kann. (…) Lamar Trotti(s) … Drehbuch ist so voll mit Klischees wie ein Low-Budget-Cowboy-Film. Ein halbwegs erfahrener Kinogänger kann jede Wendung und jedes Zitat benennen. (…) Betty Grable und Dan Daley … durchlaufen dieselbe Sorte von Song-and-Dance-Acts, die sie zuvor ungezählte Male durchgezogen haben.“
Der Movie & Video Guide sah hier ein „eindeutig routiniertes Musical“ vorliegen.
Halliwell‘s Film Guide fand, der Film zeige „eine routinierte Musical-Handhabung eines trostlosen Dramas“.